# 五十嵐一彌
五十嵐 一彌（いがらし かずや）は、日本の教育者。

## 経歴
2006年、学校法人南光学園東北高等学校第11代校長に就任し、2017年に退任。一彌の息子である五十嵐征彦が第12代校長に就任した。
校長の退任の後、同校の学園長に就任した。
東北高等学校のフィギュアスケート部の歴代顧問を務めた。2006年トリノオリンピックフィギュアスケート個人女子金メダルの荒川静香や2014年ソチ・2018年平昌オリンピックフィギュアスケート個人男子金メダルの五輪2連覇を果たした羽生結弦らを指導した。
宮城県スケート連盟会長を永年務め、現在は同連盟の名誉会長の座についている。
2021年、旭日双光章受章。